# Добојско-дервентски партизански одред
Добојско-дервентски народноослободилачки партизански (НОП) одред је био партизанска јединица у саставу Народноослободилачке војске и партизанских одреда Југославије током Другог светског рата у Босни и Херцеговини.

## Историјат
Формиран је средином новембра 1943. у саставу 11. ударне дивизије од око 100 бораца из дервентског и северозападног дела добојског среза. У новембру и децембру вршио је диверзије на железничкој прузи Босански Брод—Добој и у садејству са 5. крајишком и 12. славонском бригадом нападао упоришта на њој. Повезивао је сло- бодне територије средње и источне Босне. У бањолучкој операцији (31. децембар 1943. –— 3. јануар 1944.) успешно је штитио залеђе 11. дивизије, затварајући у рејону Прњавора правце који из доњег тока реке Босне, преко Дервенте, изводе ка Бањој Луци. У тим борбама Одред је претрпео велике губитке. Наређењем Штаба 11. дивизије од 13. јануара 1944. од Подручног батаљона Команде прњаворског војног подручја и Одреда формиран је 4. батаљон 14. средњобосанске бригаде.